# Manuel Utor
Manuel Utor i Mayor, anomenat el Musclaire (Barcelona, 24 de juliol de 1862 - 1 de juliol de 1946) fou un tenor català.

## Biografia
Segons la versió més estesa, el sobrenom de Musclaire es deu al fet que vivia al barri mariner de la Barceloneta i treballava en el seu moll, però no pas de pescador, sinó en la càrrega i descàrrega de vaixells. Havia nascut en aquella part de la ciutat, fill de pares andalusos.
L'11 de febrer de 1895 es va veure implicat en un fet que acabà amb la mort d'un cunyat seu, Manuel Salgado, i en lesions d'una altra persona, Josep Ferrándiz. Els fets van tenir lloc a la porta d'una taverna de la Barceloneta, quan Utor va voler defensar-se d'un tercer, Manuel Lamas, i va acabar disparant i matant Salgado i ferint Ferrándiz. Utor va ser condemnat a presó, amb una pena de dotze anys i un dia per la mort de Salgado i dos anys per lesions, que va ser perdonada al cap de sis anys.
La força d'aquest cantant era el seu cabal de veu, tot i així li mancaven recursos tècnics. Tenia un ull de vidre i una nul·la formació musical, malgrat la qual cosa triomfava a les cafeteries del port cantant romances de sarsuela. Dotat d'uns increïbles "pinyols" (aguts) i un fiato inesgotable, era la sensació de tots els parroquians.
El 5 de maig de 1902 va cantar en un benefici de l'actor Martí al Teatre Romea, tot i que abans ja havia participat en una audició al Gran Teatre del Liceu. És la primera vegada que apareix el seu nom en hemeroteques. Va debutar en una òpera amb Marina d'Emilio Arrieta a Sant Boi de Llobregat i després al Teatre Gran Via de Barcelona. Allà el va sentir el milionari danès Bernat Janzen, que va quedar impressionat amb la seva veu. Li va aconseguir una audició amb l'empresari Albert Bernis i el mestre Edoardo Mascheroni del Liceu. Va ser un fracàs, però entre Janzen i altres amics seus van aconseguir que hi cantés L'africana de Meyerbeer el gener de 1903. Els tres primers actes es van desenvolupar sense ensurts i l'O Paradiso va ser el deliri. Però quan va començar el duo amb Selica, va començar a oblidar-se de la música, a barrejar l'italià amb el català i la soprano amb prou feines podia cantar. Va tenir una nova oportunitat amb L'africana a partir del 6 de gener de 1903, quan va tornar a interpretar a Vasco de Gama al Teatre Novedades, en aquest cas amb la mezzosoprano Maria Giudice. Van seguir altres teatres amb la mateixa obra, com ara el dels Camps Elisis i el Teatre Tívoli de Barcelona. Va continuar amb La favorita, de Gaetano Donizetti, en el Novedades, el setembre de 1903. L'any 1904 va incorporar Mefistofele d'Arrigo Boito al seu repertori, al Teatre Romea. Al llarg de tot l'any va cantar infatigablement en diferents teatres de Barcelona les òperes Marina i L'africana. El 19 de març de 1905 va participar en la inauguració del Teatre del Bosc de Barcelona, cantant La favorita.
Va cantar dotzenes de Marines al Tívoli i al Novedades. Les seves darreres participacions escèniques són de l'any 1929. Després va ser pensionat per la Llar de l'Actor Català, inaugurada el maig de 1938, juntament amb el baríton Cristelli i la tiple Dolors Valor. Utor va participar en un concert a benefici d'aquesta llar el 19 de juny de 1938 al Gran Teatre del Liceu, aleshores Teatre Nacional de Catalunya, amb la Banda Municipal de Barcelona dirigida per Joan Lamote de Grignon, i els cantants Hipòlit Làzaro, Maria Espinalt, Maria Teresa Planas, Marcos Redondo i Emili Vendrell. Actuaren també l'Orfeó Gracienc i La Violeta de Clavé.
Va acabar una altra vegada en les cafeteries, i quan ja no hi tenia èxit ho va deixar córrer.
Va morir a la casa de caritat de la Barceloneta als 85 anys, l'1 de juliol de 1946. Està enterrat al cementiri de Sant Andreu.